# الكريع
الكريع قرية من قرى موريتانيا تسكنها مجموعة من قبيلة إدابلحسن (الحسنيون) تسمى أولاد بوالفال وتقع هذه القرية في مقاطعة الركيز التابعة لولاية الترارزة، ولهم قرية أخرى تسمى الميمون تقع في مقاطعة بوتلميت في ولاية الترارزة أيضا
أولاد بوالفال فخذ معروف من أفخاذ الحسنيين في مورتيانيا فيهم علماء كثيرون أشهرهم شيخ الشيوخ الفاضل بن أبي الفاضل الحسني هذا الذي أدخل علوما كثيرة إلى موريتانيا لأول مرة درس في الأزهر على علي الأجهوري وعاش في القرن الحادي عشر وقاتل مع ناصر الدين في شربب المشهورة.
ومن شعرائهم اشويعر الحسني وأحمد بن الفاضل وأحمدو بن الفغ.